# ステレンボッシュ (競走馬)
ステレンボッシュ（欧字名:Stellenbosch 香:橡木城、2021年2月12日 - ）は、日本の競走馬。2024年の桜花賞の勝ち馬である。
馬名の意味は、南アフリカの都市名。

## 戦績

### デビュー前
北海道安平町のノーザンファームで誕生。社台グループオーナーズにて総額5,000万円（1口500万円）で募集され、国枝栄厩舎に入厩。

### 2歳（2023年）
2023年7月23日、札幌競馬場第5レースの2歳新馬戦（芝1800m）で、鞍上に横山武史を置きデビューした。2番人気で迎えたが見事新馬勝ちを収めた。次走には1勝クラス・サフラン賞を選択。直線で後方から追い込んだが、スプリングノヴァにハナ差届かず2着。続く1勝クラス・赤松賞では鞍上をトム・マーカンドにし出走。道中は中団で脚を溜め、直線でテリオスサラを交わし勝利。
次走は初の重賞挑戦・GI挑戦の舞台として阪神ジュベナイルフィリーズを選択。鞍上にはクリストフ・ルメールを起用した。5番人気で迎えたレースは、中団を追走し直線で馬群に包まれ、先に抜き出たアスコリピチェーノを猛追したがクビ差届かず2着。

### 3歳（2024年）
3歳シーズンの緒戦として桜花賞を選択。道中は中団馬群を追走し、直線に向くと豪脚を発揮しGI初制覇を飾った。次走は二冠を狙い優駿牝馬に向かった。道中は中団で脚をため、4角まで位置取りをキープ。直線を向くと一時は前が塞がれたが馬群の隙間を通って一時先頭に立つも、桜花賞13着のチェルヴィニアに差されて2着となった。秋シーズンはそのまま秋華賞に直行。秋華賞では、オークス馬チェルヴィニアをマークするような位置取りで進み、4角まで位置取りをキープ。直線に向くと馬群の中に閉じ込められ仕掛けがやや遅れるも、馬群の間を縫っていき、最終的にはチェルヴィニアに0.4秒遅れた3着となった。秋華賞の次は招待を受諾した香港ヴァーズに出走する予定。
12月8日、予定通り香港ヴァーズに出走。道中最後方でレースを運び、3、4コーナー中間あたりからまくって進出。直線に向くと良い手応えで末脚を伸ばし先頭に立つが、内からジアヴェロットにかわされ、最終的には勝ち馬から0.54秒遅れた3着に敗れた。

## 競走成績
| 競走日     | 競馬場 | 競走名        | 格  | 距離（馬場）  | 頭 数 | 枠 番 | 馬 番 | オッズ （人気） | 着順 | タイム （上り3F） | 着差  | 騎手          | 斤量 [kg] | 1着馬（2着馬）         | 馬体重 [kg] |
| ---------- | ------ | ------------- | --- | ------------- | ----- | ----- | ----- | --------------- | ---- | ----------------- | ----- | ------------- | --------- | ---------------------- | ----------- |
| 2023.07.23 | 札幌   | 2歳新馬       |     | 芝1800m（良） | 6     | 5     | 5     | 003.90（2人）   | 01着 | R1:51.1（35.0）   | -0.3  | 0横山武史     | 55        | （ファインライン）     | 456         |
| 0000.10.01 | 中山   | サフラン賞    | 1勝 | 芝1600m（良） | 7     | 5     | 5     | 002.40（1人）   | 02着 | R1:35.8（35.1）   | -0.0  | 0横山武史     | 55        | スプリングノヴァ       | 472         |
| 0000.11.19 | 東京   | 赤松賞        | 1勝 | 芝1600m（良） | 9     | 6     | 6     | 002.90（1人）   | 01着 | R1:33.8（33.6）   | -0.0  | 0T.マーカンド | 55        | （テリオスサラ）       | 472         |
| 0000.12.10 | 阪神   | 阪神JF        | GI  | 芝1600m（良） | 18    | 3     | 6     | 008.70（5人）   | 02着 | R1:32.6（33.5）   | -0.1  | 0C.ルメール   | 55        | アスコリピチェーノ     | 466         |
| 2024.04.07 | 阪神   | 桜花賞        | GI  | 芝1600m（良） | 18    | 6     | 12    | 004.30（2人）   | 01着 | R1:32.2（33.4）   | -0.1  | 0J.モレイラ   | 55        | （アスコリピチェーノ） | 462         |
| 0000.05.19 | 東京   | 優駿牝馬      | GI  | 芝2400m（良） | 18    | 4     | 7     | 002.30（1人）   | 02着 | R2:24.1（34.0）   | -0.1  | 0戸崎圭太     | 55        | チェルヴィニア         | 458         |
| 0000.10.13 | 京都   | 秋華賞        | GI  | 芝2000m（良） | 15    | 8     | 14    | 003.90（2人）   | 03着 | R1:57.5（34.3）   | -0.4  | 0戸崎圭太     | 55        | チェルヴィニア         | 468         |
| 0000.12.08 | 沙田   | 香港ヴァーズ  | G1  | 芝2400m（良） | 13    | 13    | 13    | 003.20（1人）   | 03着 | R2:28.07          | -0.54 | 0J.モレイラ   | 53        | Giavellotto            | 計不        |
| 2025.04.06 | 阪神   | 大阪杯        | GI  | 芝2000m（良） | 15    | 7     | 12    | 005.20（3人）   | 13着 | R1:57.3（34.5）   | -1.1  | 0J.モレイラ   | 56        | ベラジオオペラ         | 460         |
| 0000.05.18 | 東京   | ヴィクトリアM | GI  | 芝1600m（良） | 17    | 1     | 2     | 008.00（3人）   | 08着 | R1:32.4（34.2）   | -0.3  | 0戸崎圭太     | 56        | アスコリピチェーノ     | 468         |
| 0000.08.17 | 札幌   | 札幌記念      | GII | 芝2000m（良） | 16    | 4     | 8     | 005.50（3人）   | 15着 | R2:03.4（37.7）   | -1.9  | 0池添謙一     | 56        | トップナイフ           | 472         |

- 競走成績は2025年8月17日現在
- 海外レースのオッズについては、現地オッズを採用。

## 血統表
| ステレンボッシュの血統      | ステレンボッシュの血統                | ステレンボッシュの血統        | （血統表の出典）              | （血統表の出典）    |
| 父系                        | ロベルト系                            | ロベルト系                    | ロベルト系                    | [ § 2 ]             |
| 父 エピファネイア 2010 鹿毛 | 父の父*シンボリクリスエス 1999 黒鹿毛 | Kris S.                       | Roberto                       | Roberto             |
| 父 エピファネイア 2010 鹿毛 | 父の父*シンボリクリスエス 1999 黒鹿毛 | Kris S.                       | Sharp Queen                   |                     |
| 父 エピファネイア 2010 鹿毛 | 父の父*シンボリクリスエス 1999 黒鹿毛 | Tee Key                       | Gold Meridian                 | Gold Meridian       |
| 父 エピファネイア 2010 鹿毛 | 父の父*シンボリクリスエス 1999 黒鹿毛 | Tee Key                       | Tri Argo                      |                     |
| 父 エピファネイア 2010 鹿毛 | 父の母シーザリオ 2002 青毛            | スペシャルウィーク            | *サンデーサイレンス           | *サンデーサイレンス |
| 父 エピファネイア 2010 鹿毛 | 父の母シーザリオ 2002 青毛            | スペシャルウィーク            | キャンペンガール              |                     |
| 父 エピファネイア 2010 鹿毛 | 父の母シーザリオ 2002 青毛            | *キロフプリミエール           | Sadler's Wells                | Sadler's Wells      |
| 父 エピファネイア 2010 鹿毛 | 父の母シーザリオ 2002 青毛            | *キロフプリミエール           | Querida                       |                     |
| 母 ブルークランズ 2014 鹿毛 | 母の父ルーラーシップ 2007 鹿毛        | キングカメハメハ              | Kingmambo                     | Kingmambo           |
| 母 ブルークランズ 2014 鹿毛 | 母の父ルーラーシップ 2007 鹿毛        | キングカメハメハ              | マンファス                    |                     |
| 母 ブルークランズ 2014 鹿毛 | 母の父ルーラーシップ 2007 鹿毛        | エアグルーヴ                  | *トニービン                   | *トニービン         |
| 母 ブルークランズ 2014 鹿毛 | 母の父ルーラーシップ 2007 鹿毛        | エアグルーヴ                  | ダイナカール                  |                     |
| 母 ブルークランズ 2014 鹿毛 | 母の母ランズエッジ 2006 鹿毛          | ダンスインザダーク            | *サンデーサイレンス           | *サンデーサイレンス |
| 母 ブルークランズ 2014 鹿毛 | 母の母ランズエッジ 2006 鹿毛          | ダンスインザダーク            | ダンシングキイ                |                     |
| 母 ブルークランズ 2014 鹿毛 | 母の母ランズエッジ 2006 鹿毛          | ウインドインハーヘア          | Alzao                         | Alzao               |
| 母 ブルークランズ 2014 鹿毛 | 母の母ランズエッジ 2006 鹿毛          | ウインドインハーヘア          | Burghclere                    |                     |
| 母系(F-No.)                 | (FN:2-f)                              | (FN:2-f)                      | (FN:2-f)                      | [ § 3 ]             |
| 5代内の近親交配             | サンデーサイレンス 4×4=12.50%         | サンデーサイレンス 4×4=12.50% | サンデーサイレンス 4×4=12.50% | [ § 4 ]             |
| 出典                        | 1. 2. 3. 4.                           | 1. 2. 3. 4.                   | 1. 2. 3. 4.                   | 1. 2. 3. 4.         |

- 従兄弟に2023年のホープフルステークス・2024年の有馬記念勝ち馬のレガレイラ、2024年のセントライト記念・菊花賞勝ち馬のアーバンシック。
- 祖母ランズエッジの半兄にブラックタイドとディープインパクトがいる。
- その他の近親についてはハイクレア#主要なファミリーラインも参照。